# Branko Rezar
Branko Rezar (Zagabria, 13 febbraio 1932 – Neuchâtel, 16 ottobre 2020) è stato un calciatore e allenatore di calcio jugoslavo, di ruolo difensore.

## Caratteristiche tecniche
È stato un terzino destro.

## Carriera

### Giocatore
Inizia la carriera calcistica nel 1950 tra le giovanili del NK Zagabria per poi giocare in prima squadra dal 1952 al 1958, anno in cui passa all'Hajduk Spalato. Debutta con i Bili il 7 giugno 1959 in occasione del match di campionato vinto contro il Rijeka (6-2). Terminata l'avventura a Spalato nel 1960, dove ha raccolto 7 presenze in campionato, veste la casacca del Lokomotiva Zagabria fino al 1961. Continua la sua carriera calcistica in Germania Ovest per poi appendere gli scarpini al chiodo in Svizzera, tra le file del Neuchâtel Xamax.

### Allenatore
Nel 1975 succede a Lev Mantula la panchina del Neuchâtel Xamax, per poi venir successivamente sostituito da Gilbert Gress.

## Palmarès

### Competizioni nazionali
- 2. Savezna liga: 1

NK Zagabria:1953-1954